# Ли, Рой
Рой Ли (англ. Roy Lee; род. 23 марта 1969, Бруклин, Нью-Йорк, США) — американский кинопродюсер, один из основателей продюсерской компании Vertigo Entertainment в Беверли-Хиллз (Калифорния), заключившей сделку «первого взгляда» с Warner Bros.. Проживает в Лос-Анджелесе (Калифорния).

## Ранние годы
Ли родился в 1969 году в больнице «Уайкофф Хайтс» в Бруклине (Нью-Йорк) в семье корейских эмигрантов. Его отец, врач, и мать приехали в Америку всего тремя годами ранее. Мать Ли, благочестивая христианка, надеялась на то, что сын станет священником.
В 1987 году Ли окончил среднюю школу Уолтера Джонсона в Бетесде (Мэриленд). Во время учёбы в университете Джорджа Вашингтона Ли стажировался в юридической фирме Fried Frank Harris Shriver & Jacobson. Окончив университет, Ли учился в школе права Вашингтонского юридического колледжа Американского университета, где готовился к карьере в области корпоративного права.

## Карьера
В 1996 году, окончив юридическую школу Американского университета и восемь месяцев отработав в Fried Frank, Ли переехал в Лос-Анджелес, где устроился «трекером» в кинкомпанию Alphaville. Трекеры собирают информацию о сценариях и сделках. В то время трекеры делились информацией по телефону, постоянно обновляя базы данных друг друга в бесконечном цикле вызовов.

### Онлайн-трекинг
Один из друзей-трекеров Ли, Полли Коэн Джонсен, обновлял отдел историй студии Jersey Films, решил идею разместить свою трекинг-группу в Интернете. Ли объединил усилия с Джонсеном и Гленом Грегори из Propaganda Films, чтобы заменить ежедневные телефонные звонки в онлайн-трекингом. В 1997 году Ли создал интернет-доску объявлений под названием Tracker для двадцати своих друзей, которые оценивали сценарии и размещали соответствующую информацию для каждого.
В течение шести месяцев Ли создал двадцать пять онлайн-групп для других трекеров производственных компаний и студий Голливуда. Поскольку он был единственным, кто участвовал в работе каждой группе, у него был наилучший среди всех трекеров доступ к информации. Проект Ли навсегда изменил рынок сценариев. Онлайн-отслеживание ускорило рынок, принесло больше честности, позволило разработчикам более эффективно просеивать материал и оказывать большее давление на агентов и продюсеров, чтобы представлять лучшие материалы.
В 1999 году Ли начал работать с BenderSpink, компанией управления талантами, принадлежащей двум его друзьям, Крису Бендеру и ДжеСи Спинку. Задача Роя состояла в поиске интернет-контента: короткие фильмы, которые будут воспроизводиться на компьютерах. В этом же году Эд Кашиба и Ли разработали проект Scriptshark.com, онлайн-метод для начинающих сценаристов, чтобы оценить их сценарии и потенциал. Позднее они привлекли нового партнёра, Шона Коннолли, и в конце концов продали сайт iFilm в 2001 году. Позже iFilm продала Scriptshark.com The New York Times. Scriptshark был закрыт только в 2016 году.

## Vertigo Entertainment
Осенью 2001 г. Ли покинул BenderSpink и вместе с Дагом Дэвисоном создал компанию Vertigo Entertainment. Совместно работая над проектом, Ли занимался продажами, а Дэвисон — последующей работой. Ли отметил, что вначале самым трудным было налаживание контактов за рубежом.
Подход Ли к заключению сделок заключался в том, чтобы объяснить азиатским дистрибьюторам, что их фильмы, вероятно, не будут продаваться в Америке из-за субтитров и что они смогут заработать больше денег, продавая права на ремейк своих картин. При этом он обещал, что защитит их права, представляя их интересы бесплатно. Планировалось, что Vertigo будет получать плату от американских студий. Как только Ли получил право вести переговоры от имени одной из азиатских компаний, он предложил студиям рассматривать фильм как сценарий, который кто-то взял на себя труд реализовать и тем самым на свой страх и риск проверил сценарий на успех.
Первой успешной сделкой Ли стала продажа в 2002 году Гору Вербински прав на ремейк японского фильма ужасов «Звонок». В 2004 он продюсировал фильм ужасов «Проклятие», который был основан на японском фильме «Дзю-он: Проклятие» 2002 года, режиссёром которого был Такаси Симидзу. В первые выходные (22-24 октября 2004 г.) фильм заработал $39,1 млн.
В октябре 2006 г. был выпущен сиквел «Проклятие 2». Он стал лидером кассовых сборов в первые выходные, собрав $20 млн. В это же время был выпущен фильм «Отступники», криминальный триллер от Warner Bros. В первые выходные картина собрала $27 млн. Фильм стал лауреатом многочисленных кинонаград, в том числе четырёх премий «Оскар», включая победу в номинации «Лучший фильм». Картина заняла 208-е место в списке 500 лучших фильмов по версии журнала Empire.
Рой Ли наряду с Дугом Дэвисоном был исполнительным продюсером уругвайского короткометражного фантастического фильма Ataque de Pánico!.

## Фильмография
| Год       | Фильм                           | Роль                    | Примечания |
| --------- | ------------------------------- | ----------------------- | --- |
| 2002      | Звонок                          | Исполнительный продюсер | Ремейк японского фильма «Звонок» |
| 2004      | Проклятие                       | Исполнительный продюсер | Ремейк японского фильма «Дзю-он: Проклятие» (2002)                                                                                              |
| 2005      | Звонок 2                        | Исполнительный продюсер | |
| 2005      | Тёмная вода                     | Продюсер                | Ремейк японского фильма «Тёмные воды» (2002) |
| 2006      | Белый плен                      | Исполнительный продюсер | Ремейк японского фильма «Антарктическая история» (1983)                                                                                         |
| 2006      | Дом у озера                     | Продюсер                | Ремейк южнокорейского фильма «Домик у моря» (2000)                                                                                              |
| 2006      | Отступники                      | Исполнительный продюсер | Ремейк гонконгского фильма «Двойная рокировка» (2002)                                                                                           |
| 2006      | Проклятие 2                     | Исполнительный продюсер | |
| 2007      | I'm from Rolling Stone          | Исполнительный продюсер | Реалити-шоу на MTV |
| 2007      | Вторжение                       | Исполнительный продюсер | Четвёртая адаптация романа Джека Финнея «Похитители тел»                                                                                        |
| 2008      | Убийство школьного президента   | Продюсер                | |
| 2008      | Глаз                            | Исполнительный продюсер | Ремейк одноимённого гонконгского фильма (2002)                                                                                                  |
| 2008      | Фантомы                         | Продюсер                | Ремейк одноимённого таиландского фильма (2004)                                                                                                  |
| 2008      | Незнакомцы                      | Продюсер                | |
| 2008      | Дрянная девчонка                | Исполнительный продюсер | Ремейк южнокорейского фильма «Дрянная девчонка» (2001)                                                                                          |
| 2008      | Эхо                             | Продюсер                | Ремейк одноимённого филиппинского фильма (2004)                                                                                                 |
| 2008      | Карантин                        | Продюсер                | Ремейк испанского фильма «Репортаж» (2007) |
| 2009      | Фальшивка                       | Продюсер                | Ремейк южнокорейского фильма «Опьянённые» (2002)                                                                                                |
| 2009      | Незваные                        | Продюсер                | Ремейк южнокорейского фильма «История двух сестёр» (2003)                                                                                       |
| 2009      | Проклятие 3                     | Исполнительный продюсер | |
| 2010      | Как приручить дракона           | Сопродюсер              | Мультфильм по мотивам одноимённой серии книг детской писательницы Крессиды Коуэлл.                                                              |
| 2011      | Карантин 2: Терминал            | Продюсер                | |
| 2011      | Соседка по комнате              | Продюсер                | |
| 2011      | Погоня                          | Продюсер                | |
| 2011      | Инцидент                        | Продюсер                | |
| 2012      | Женщина в чёрном                | Исполнительный продюсер | Адаптация одноимённого романа Сьюзен Хилл |
| 2013      | Олдбой                          | Продюсер                | Ремейк южнокорейского фильма Олдбой (2003) и вторая официальная адаптация манги Old Boy (1996).                                                 |
| 2013-2014 | Мотель Бейтс                    | Исполнительный продюсер | Телесериал |
| 2014      | Голоса                          | Продюсер                | |
| 2014      | Лего. Фильм                     | Продюсер                | |
| 2014      | Годзилла                        | Продюсер                | Двадцать девятый фильм о Годзилле, а также второй американский перезапуск японской франшизы                                                     |
| 2014      | Как приручить дракона 2         | Сопродюсер              | |
| 2014      | Рейс 7500                       | Продюсер                | |
| 2014      | Женщина в чёрном: Ангелы смерти | Исполнительный продюсер | |
| 2015      | Ночной беглец                   | Продюсер                | |
| 2015      | Полтергейст                     | Продюсер                | Ремейк одноимённого фильма (1982) |
| 2015      | Затаившись                      | Продюсер                | |
| 2016      | Кукла                           | Продюсер                | |
| 2016      | Ведьма из Блэр: Новая глава     | Продюсер                | Сиквел фильма «Ведьма из Блэр: Курсовая с того света»                                                                                           |
| 2016      | Изгоняющий дьявола              | Исполнительный продюсер | Телесериал по мотивам одноимённого романа Уильяма Питера Блэтти                                                                                 |
| 2017      | Бессонная ночь                  | Продюсер                | Ремейк одноимённого французского фильма (2011)                                                                                                  |
| 2017      | Лего Фильм: Бэтмен              | Продюсер                | Мультфильм о герое комиксов Бэтмене и спин-офф мультфильма «Лего. Фильм» (2014)                                                                 |
| 2017      | Звонки                          | Исполнительный продюсер | Третий фильм в американской франшизе «Звонок» и сиквел «Звонка 2» (2005)                                                                        |
| 2017      | Горе-творец                     | Исполнительный продюсер | Сюжет основан на реальной истории создания фильма «Комната» и биографии его создателя — Томми Вайсо, которая была освещена в одноимённой книге. |
| 2017      | Тетрадь смерти                  | Продюсер                | Адаптация одноимённой манги 2003 года. |
| 2017      | Оно                             | Продюсер                | Вторая часть ремейка мини-сериала 1990 года «Оно» и вторая адаптация одноимённого романа Стивена Кинга 1986 года                                |
| 2017      | Лего Фильм: Ниндзяго            | Продюсер                | |
| 2019      | Лего. Фильм 2                   | Продюсер                | |
| 2019      | Как приручить дракона 3         | Сопродюсер              | |
| 2019      | Оно 2                           | Продюсер                | |
| 2020      | Его дом                         | Продюсер                | |
| 2021      | Они                             | Исполнительный продюсер | Телесериал-антология |
| 2023      | Мать                            | Продюсер                | |
| 2023      | В паутине страха                | Продюсер                | |
| 2023      | Пацан против всех               | Сопродюсер              | |
| 2023      | Нимона                          | Сопродюсер              | |
| 2023      | Полночь с дьяволом              | Продюсер                | |
| 2024      | Жребий                          | Продюсер                | |
| 2025      | Компаньон                       | Продюсер                | |
| 2025      | Minecraft в кино                | Продюсер                | |
| 2025      | Дожить до рассвета              | Продюсер                | |
| 2025      | Орудия                          | Продюсер                | |
| 2025      | Долгая прогулка                 | Продюсер                | |